# Jean Chaigneau
Pour les articles homonymes, voir Chaigneau.
Jean Chaigneau (Saint-Vivien-de-Médoc, 24 juin 1895 - Paris, 18 mars 1955) est un militaire, un homme politique  et un Résistant français.

## Biographie
Diplômé en droit, Saint-Cyrien, il est capitaine de chasseurs à pied durant la Grande Guerre. Il rentre dans la préfectorale en 1919 et avance dans la hiérarchie grâce à ses bonnes relations parlementaires.
Il fut successivement préfet d'Indre-et-Loire (novembre 1940 - novembre 1941), de Seine-et-Marne puis des Alpes-Maritimes (avril 1943 - mai 1944).
Il est affilié au réseau de résistance NAP (Noyautage des administrations publiques). Lors de la « grande rafle » des Juifs, à l'automne 1943, il héberge plusieurs familles persécutées dans ses appartements de la Préfecture. Jean Chaigneau parvient à freiner les évacuations massives et les destructions envisagées par les autorités allemandes en janvier-février 1944.
Il est arrêté par la Gestapo le 14 mai 1944, en même temps qu'une dizaine d'autres préfets suspects d'appartenir à la Résistance, et déporté en tant que « personnalité-otage » le 30 juin 1944 de Paris au château d'Eisenberg en Bohême,. Il est rapatrié par les Alliés le 11 mai 1945. De retour à Nice, il y présente une liste « Entente républicaine » aux législatives d'octobre 1945, n'obtenant que 8 % des voix et aucun siège.
Il est Officier de la Légion d'honneur et Croix de guerre 1914-1918.